# Jaulgonne
Jaulgonne är en kommun i departementet Aisne i regionen Hauts-de-France i norra Frankrike. Kommunen ligger  i kantonen Condé-en-Brie som ligger i arrondissementet Château-Thierry. År 2022 hade Jaulgonne 669 invånare.

## Befolkningsutveckling
Antalet invånare i kommunen Jaulgonne
Referens: INSEE